# Tachydromia luang
Tachydromia luang är en tvåvingeart som beskrevs av Igor Shamshev och Patrick Grootaert 2005. Tachydromia luang ingår i släktet Tachydromia och familjen puckeldansflugor.
Artens utbredningsområde är Singapore. Inga underarter finns listade i Catalogue of Life.